# Velká Stolová
Velká Stolová (1046 m n.p.m.) – szczyt w Beskidzie Morawsko-Śląskim, na Morawach, w Czechach, w północnej odnodze masywu góry Kněhyně. Szczyt zalesiony jest mieszanym lasem świerkowo-bukowym.